# Ла-Кампана (Мексика)
Ла-Кампана, исп. La Campana — археологический памятник, включённый в список археологического наследия Мексики с 1917 г. Находится у города Колима, близ городов Халиско и Мичоакан на западе Мексики.
Самые древние находки — керамика культуры Капача, датируемая 15 в. до н. э. Имеются также памятники более поздней Традиции шахтовых могил, керамические приношения, системы дренажа дождевых вод, дороги и административно-религиозный центр с многочисленными памятниками. Открытия в Ла-Кампане впервые стали доступны широкой публике в 1995 году.
В Ла-Кампане имеется пирамида, особенности оформления которой обнаруживают сходство с культурой Теотиуакана.
|  |  |  |  |

|  |  |  |  |